# 李希竑
李希竑（1931年3月—2009年），男，青海西宁人，中华人民共和国兽医学家、政治人物，曾任青海省政协副主席，中国民主同盟青海省委员会主任委员，第七、八、九届全国政协委员。